# Revolutionary Vol. 1
Albums de Immortal Technique
Revolutionary Vol. 2
(2003)
Revolutionary Vol. 1 est le premier album studio d'Immortal Technique, sorti le 14 septembre 2001.
La première édition de cet album n'avait pas de distributeur et c'est Immortal Technique qui l'a vendu lui-même dans la rue et lors de ses concerts. Il a ensuite été réédité en 2004 et distribué dans le monde entier par Viper Records. Lors d'une interview donnée à Flawless Hustle.com, le rappeur a déclaré avoir vendu 45 000 exemplaires de cet opus.

## Contenu
L'album est surtout connu pour la chanson Dance with the Devil qui raconte l'histoire de Billy Jacobs, un jeune homme désireux d'intégrer un gang. Afin de prouver qu'il en est digne, le jeune homme vole, se bat, prend de la cocaïne et viole une femme innocente. Très éméché, il recouvre le visage de la femme avec un vêtement avant de s'en prendre à elle. Découvrant plus tard qu'il s'agit de sa mère, il se suicide. Dans une interview donnée au site BrownPride.com, Immortal Technique a déclaré à propos de ce morceau : « […] C'est devenu une légende urbaine, et ce qui est fou c'est que les gens pensaient que c'était à propos du viol alors qu'en réalité, il s'agissait de la façon dont nous nous tuons nous-mêmes et détruisons l'atout le plus précieux des communautés latino et black : nos femmes. » Au fil des ans, ce titre a acquis le statut de chanson culte.
L'album contient également un titre chanté en espagnol, No Me Importa. C'est la première chanson d'Immortal Technique interprétée dans cette langue, rappelant qu'il est né et a passé une partie de son enfance au Pérou et maîtrise donc l'espagnol.

## Liste des titres
| No  | Titre                                                | Contient un (des) sample(s) de | Durée |
| --- | ---------------------------------------------------- | --- | ----- |
| 1.  | Creation & Destruction                               | The Letter d'Al Green | 3:09  |
| 2.  | Dominant Species                                     | | 3:48  |
| 3.  | Postive Balance (featuring Big Zoo)                  | Ice Dance de Danny Elfman Hypnotize de The Notorious B.I.G. | 3:17  |
| 4.  | The Getaway                                          | | 2:41  |
| 5.  | Beef and Broccoli                                    | | 2:05  |
| 6.  | No Me Importa                                        | Comin' Home Baby d'Herbie Mann | 3:56  |
| 7.  | Top of the Food Chain (Remix) (featuring Poison Pen) | | 3:22  |
| 8.  | The Poverty of Philosophy                            | | 6:13  |
| 9.  | Revolutionary                                        | | 5:11  |
| 10. | Spend Some Time (Remix)                              | | 0:57  |
| 11. | Dance With the Devil (Morceau caché)                 | Theme From Love Story d'Henry Mancini Think (About It) de Lyn Collins Survival of the Fittest de Mobb Deep Sonata for Viola and Harpsichord - 1st Mvt de Johann Sebastian Bach | 9:39  |
| 12. | The Prophecy                                         | | 3:15  |
| 13. | Understand Why                                       | | 0:46  |
| 14. | No Mercy                                             | The Ballot or the Bullet de Malcolm X | 3:27  |
| 15. | The Illest (featuring Jean Grae et Pumpkinhead)      | | 3:33  |
| 16. | Speak Your Mind (Morceau caché)                      | Concerto brandebourgeois V - II. Affetuoso de Johann Sebastian Bach | 2:33  |

| 17. | Caught in a Hustle | Ambrosia de A Reminiscent Drive | 3:44 |